# 奈良県道236号信貴山線
奈良県道236号信貴山線（ならけんどう236ごう しぎさんせん）は、奈良県生駒郡斑鳩町から生駒郡三郷町に至る一般県道である。

## 概要
生駒郡斑鳩町龍田西8丁目から生駒郡三郷町大字南畑に至る。

### 路線データ
- 起点：奈良県生駒郡斑鳩町龍田西8丁目（三室交差点、国道24号交点）
- 終点：奈良県生駒郡三郷町大字南畑（大阪府境、大阪府道183号本堂高井田線起点）

## 路線状況

### 重複区間
- 信貴フラワーロード（生駒郡三郷町大字勢野 - 生駒郡三郷町信貴南畑1丁目）

### 道路施設

#### 橋梁
- 信貴大橋（生駒郡三郷町）

## 地理

### 通過する自治体
- 奈良県
  - 生駒郡斑鳩町 - 生駒郡三郷町 - 生駒郡平群町 - 生駒郡三郷町

### 交差する道路
| 交差する道路                                | 市町村名 | 市町村名 | 交差する場所  | 交差する場所      |
| ------------------------------------------- | -------- | -------- | ------------- | ----------------- |
| 国道25号 国道25号 / バイパス 国道168号 重複 | 生駒郡   | 斑鳩町   | 龍田西8丁目   | 三室交差点 / 起点 |
| 奈良県道194号椿井王寺線                     | 生駒郡   | 三郷町   | 勢野東4丁目   | 勢野東交差点      |
| 信貴フラワーロード 重複区間起点             | 生駒郡   | 三郷町   | 大字勢野      |                   |
| 信貴生駒スカイライン                        | 生駒郡   | 三郷町   | 信貴山西      |                   |
| 信貴フラワーロード 重複区間終点             | 生駒郡   | 三郷町   | 信貴南畑1丁目 |                   |
| 大阪府道183号本堂高井田線                   | 生駒郡   | 三郷町   | 大字南畑      | 終点              |

### 交差する鉄道
- 近鉄生駒線

### 沿線
- 近鉄生駒線 勢野北口駅
- 奈良県立西和清陵高等学校
- 信貴山
- 朝護孫子寺